# Parrocchie civili del Suffolk
Questa è una lista delle parrocchie civili del Suffolk, Inghilterra.

## Babergh
Babergh è interamente coperto da parrocchie.
- Acton
- Aldham
- Alpheton
- Arwarton
- Assington
- Belstead
- Bentley
- Bildeston
- Boxford
- Boxted
- Brantham
- Brent Eleigh
- Brettenham
- Bures St. Mary
- Burstall
- Capel St. Mary
- Chattisham
- Chelmondiston
- Chelsworth
- Chilton
- Cockfield
- Copdock and Washbrook
- East Bergholt
- Edwardstone
- Elmsett
- Freston
- Glemsford
- Great Cornard
- Great Waldingfield
- Groton
- Hadleigh
- Harkstead
- Hartest
- Higham
- Hintlesham
- Hitcham
- Holbrook
- Holton St. Mary
- Kersey
- Kettlebaston
- Lavenham
- Lawshall
- Layham
- Leavenheath
- Lindsey
- Little Cornard
- Little Waldingfield
- Long Melford
- Milden
- Monks Eleigh
- Nayland-with-Wissington
- Nedging-with-Naughton
- Newton
- Pinewood
- Polstead
- Preston St. Mary
- Raydon
- Semer
- Shelley
- Shimpling
- Shotley
- Somerton
- Sproughton
- Stanstead
- Stoke-by-Nayland
- Stratford St. Mary
- Stutton
- Sudbury
- Tattingstone
- Thorpe Morieux
- Wattisham
- Wenham Magna
- Wenham Parva
- Whatfield
- Wherstead
- Woolverstone

## Forest Heath
Forest Heath è interamente coperto da parrocchie.
- Barton Mills
- Beck Row, Holywell Row and Kenny Hill
- Brandon
- Cavenham
- Dalham
- Elveden
- Eriswell
- Exning
- Freckenham
- Gazeley
- Herringswell
- Higham
- Icklingham
- Kentford
- Lakenheath
- Mildenhall
- Moulton
- Newmarket
- Red Lodge
- Santon Downham
- Tuddenham
- Wangford
- Worlington

## Ipswich
Ipswich non ha alcuna parrocchia.

## Mid Suffolk
Mid Suffolk è interamente coperto da parrocchie.
- Akenham
- Ashbocking
- Ashfield cum Thorpe
- Aspall
- Athelington
- Bacton
- Badley
- Badwell Ash
- Barham
- Barking
- Battisford
- Baylham
- Bedfield
- Bedingfield
- Beyton
- Botesdale
- Braiseworth
- Bramford
- Brome e Oakley
- Brundish
- Burgate
- Buxhall
- Claydon
- Coddenham
- Combs
- Cotton
- Creeting St. Mary
- Creeting St. Peter or West Creeting
- Crowfield
- Debenham
- Denham
- Drinkstone
- Elmswell
- Eye
- Felsham
- Finningham
- Flowton
- Framsden
- Fressingfield
- Gedding
- Gipping
- Gislingham
- Gosbeck
- Great Ashfield
- Great Blakenham
- Great Bricett
- Great Finborough
- Harleston
- Haughley
- Helmingham
- Hemingstone
- Henley
- Hessett
- Hinderclay
- Horham
- Hoxne
- Hunston
- Kenton
- Langham
- Laxfield
- Little Blakenham
- Little Finborough
- Mellis
- Mendham
- Mendlesham
- Metfield
- Mickfield
- Monk Soham
- Needham Market
- Nettlestead
- Norton
- Occold
- Offton
- Old Newton with Dagworth
- Onehouse
- Palgrave
- Pettaugh
- Rattlesden
- Redgrave
- Redlingfield
- Rickinghall Inferior
- Rickinghall Superior
- Ringshall
- Rishangles
- Shelland
- Somersham
- Southolt
- Stoke Ash
- Stonham Aspal
- Stonham Earl
- Stonham Parva
- Stowlangtoft
- Stowmarket
- Stowupland
- Stradbroke
- Stuston
- Syleham
- Tannington
- Thorndon
- Thornham Magna
- Thornham Parva
- Thrandeston
- Thurston
- Thwaite
- Tostock
- Walsham-le-Willows
- Wattisfield
- Westhorpe
- Wetherden
- Wetheringsett-cum-Brockford
- Weybread
- Whitton
- Wickham Skeith
- Wilby
- Willisham
- Wingfield
- Winston
- Woolpit
- Worlingworth
- Wortham
- Wyverstone
- Yaxley

## St Edmundsbury]
St Edmundsbury è interamente coperto da parrocchie.
- Ampton
- Bardwell
- Barnardiston
- Barnham
- Barningham
- Barrow
- Bradfield Combust with Stanningfield
- Bradfield St. Clare
- Bradfield St. George
- Brockley
- Bury St Edmunds (2003)
- Cavendish
- Chedburgh
- Chevington
- Clare
- Coney Weston
- Cowlinge
- Culford
- Denham
- Denston
- Depden
- Euston
- Fakenham Magna
- Flempton
- Fornham All Saints
- Fornham St. Genevieve
- Fornham St. Martin
- Great Barton
- Great Bradley
- Great Livermere
- Great Thurlow
- Great Whelnetham
- Great Wratting
- Hargrave
- Haverhill
- Hawkedon
- Hawstead
- Hengrave
- Hepworth
- Honington
- Hopton
- Horringer
- Hundon
- Ickworth
- Ingham
- Ixworth
- Ixworth Thorpe
- Kedington
- Knettishall
- Lackford
- Lidgate
- Little Bradley
- Little Livermere
- Little Saxham
- Little Thurlow
- Little Whelnetham
- Little Wratting
- Market Weston
- Nowton
- Ousden
- Pakenham
- Poslingford
- Rede
- Risby
- Rushbrooke with Rougham
- Sapiston
- Stansfield
- Stanton
- Stoke-by-Clare
- Stradishall
- Thelnetham
- The Saxhams
- Timworth
- Troston
- Westley
- West Stow
- Whepstead
- Wickhambrook
- Withersfield
- Wixoe
- Wordwell

## Suffolk Coastal
Suffolk Coastal è interamente coperto da parrocchie.
- Aldeburgh
- Alderton
- Aldringham cum Thorpe
- Badingham
- Bawdsey
- Benhall
- Blaxhall
- Blythburgh
- Boulge
- Boyton
- Bramfield
- Brandeston
- Bredfield
- Brightwell
- Bromeswell
- Bruisyard
- Bucklesham
- Burgh
- Butley
- Campsey Ash
- Capel St. Andrew
- Charsfield
- Chediston
- Chillesford
- Clopton
- Cookley
- Cransford
- Cratfield
- Cretingham
- Culpho
- Dallinghoo
- Darsham
- Debach
- Dennington
- Dunwich
- Earl Soham
- Easton
- Eyke
- Falkenham
- Farnham
- Felixstowe
- Foxhall
- Framlingham
- Friston
- Gedgrave
- Great Bealings
- Great Glemham
- Grundisburgh
- Hacheston
- Hasketon
- Hemley
- Heveningham
- Hollesley
- Hoo
- Huntingfield
- Iken
- Kelsale cum Carlton
- Kesgrave
- Kettleburgh
- Kirton
- Knodishall
- Leiston
- Letheringham
- Levington
- Linstead Magna
- Linstead Parva
- Little Bealings
- Little Glemham
- Marlesford
- Martlesham
- Melton
- Middleton
- Monewden
- Nacton
- Newbourne
- Orford
- Otley
- Parham
- Peasenhall
- Pettistree
- Playford
- Purdis Farm
- Ramsholt
- Rendham
- Rendlesham
- Rushmere St. Andrew
- Saxmundham
- Saxtead
- Shottisham
- Sibton
- Snape
- Sternfield
- Stratford St. Andrew
- Stratton Hall
- Sudbourne
- Sutton
- Swefling
- Swilland
- Theberton
- Thorington
- Trimley St. Martin
- Trimley St. Mary
- Tuddenham St. Martin
- Tunstall
- Ubbeston
- Ufford
- Walberswick
- Waldringfield
- Walpole
- Wantisden
- Wenhaston with Mells Hamlet
- Westerfield
- Westleton
- Wickham Market
- Witnesham
- Woodbridge
- Yoxford

## Waveney
Lowestoft non è coperta da parrocchie.
- All Saints and St. Nicholas, South Elmham
- Barnby
- Barsham
- Beccles
- Benacre
- Blundeston
- Blyford
- Brampton with Stoven
- Bungay
- Carlton Colville
- Churt (2003)
- Corton
- Covehithe
- Ellough
- Flixton (Lothingland Ward)
- Flixton (The Saints Ward)
- Frostenden
- Gisleham
- Halesworth
- Henstead with Hulver Street
- Holton
- Kessingland
- Lound
- Mettingham
- Mutford
- North Cove
- Oulton
- Redisham
- Reydon
- Ringsfield
- Rumburgh
- Rushmere
- St. Andrew, Ilketshall
- St. Cross, South Elmham
- St. James, South Elmham
- St. John, Ilketshall
- St. Lawrence, Ilketshall
- St. Margaret, Ilketshall
- St. Margaret, South Elmham
- St. Mary, South Elmham otherwise Homersfield
- St. Michael, South Elmham
- St. Peter, South Elmham
- Shadingfield
- Shipmeadow
- Somerleyton, Ashby and Herringfleet
- Sotherton
- Sotterley
- South Cove
- Southwold
- Spexhall
- Uggeshall
- Wangford with Henham
- Westhall
- Weston
- Willingham St. Mary
- Wissett
- Worlingham
- Wrentham